# اچ‌ام‌اس شلبورن (۱۸۱۳)
اچ‌ام‌اس شلبورن (۱۸۱۳) (به انگلیسی: HMS Shelburne (1813)) یک کشتی بود که طول آن ۹۹ فوت ۷ ۱⁄۴ اینچ (۳۰٫۳۵۹ متر) بود. این کشتی در سال ۱۸۱۱ ساخته شد.